# Прибадача
Прибадача (такође: чиода; шпенадла) називи су за иглу која служи за привезивање, односно прибадање више одвојених текстилних материјала. Прави се од металних легура и има улогу у шивењу. Сличне игле се користе дуги низ миленијума, а у средњем веку су биле веома скупе. Не треба је мешати са канцеларијским прибором као што су рајснадла и сигурносна игла.

## Опште одлике
Прибадача је посебна врста игле. Она има дуго, глатко и ваљкасто тело са две завршне тачке, направљено од челика, бакра, месинга, пластике или сличног материјала. Као и код обичне игле, једна тачка је оштра. Међутим, друга нема ухо кроз које се провлачи конац, већ велики лоптасти комад металне легуре или пластике. Сама чиода може бити тања од обичне игле, а обично је и нешто краћа.
Прави се извлачењем танке жице, оштрењем њеног врха и додавањем главе. На исти начин се производе ексери, али они су обично већи, дебљи и грубљи, те би њихово коришћење у сврхе шивења у потпуности уништило текстил.
Употреба прибадаче је једноставна, али њено коришћење, као у случају сваке игле, захтева одређени опрез (што најчешће решава напрстак), јер је услед специфичне структуре (танко а оштро тело) лако набости се на њу. Наиме, током порубљивања, а пре фирцања и шивења, њоме се ради лакшег руковања спајају делови текстила, и то на следећи начин. Оштрим врхом, пробада се материјал кроз који тело игле пролази. Притом величина главе повећава површину коју шваља може да захвати.

## Историја
На једној страни заобљене игле за шивење користе се већ неколико хиљада година. Првобитно, правили су их Сумерци (5000. пре нове ере) од гвожђа и костију, а све у настојању да спрече спадање одеће. Касније су ове прибадаче коришћене и у сврхе прављења свежњева папира од одвојених листова. Тако је настао и први књишки повез, али и први причвршћивач одеће.
Савремене прибадаче (мисли се на оне из историјског периода, из нове ере) изворно су се правиле од месинга, чврстога метала од кога се прави бижутерија. Много јачи челик убрзо је сменио месинг у овој употреби, али је имао значајан недостатак — веома брзо је рђао, а тај процес није се могао спречити (наиме, у то време нису постојали нерђајући челици). Тако је отпочела производња за тадашње стандарде висококвалитетних чиода од никла, али и он је показао склоности ка рђању при високој влажности ваздуха. По питању кућне употребе, све време су се употребљавале челичне игле. Обичним људима њихово рђање није сметало, јер су у сваком случају биле једнократне. Користиле су се при шивењу одеће, што није нужно био свакодневни посао.
Средњи век је у Европу донео „мрачно доба“, чији део представља и економска криза и висока цена метала. Тада су прибадаче биле веома скупе и недоступачне, те су мужеви женама предавали ограничену суму новца за куповину овог алата. Тако се у неколико западноевропских језика одомаћио термин „чиодин новац“ у значењу џепарца који муж даје својој жени. У исто време, прибадаче су биле један од највреднијих поклона које је заљубљени момак могао поклонити девојци којој се удвара. Обично су дариване забодене у маштовито украшени папир.
Многи слични предмети се погрешно поистовећују са прибадачом. Тако је Волтер Хант 10. априла 1849, желећи да отплати дуг од петнаест долара, патентирао сигурносну иглу, која, иако се може окарактерисати као слична чиоди и спајалици, није исти предмет као оне. Још неки од алата са којима се чиоде мешају јесу рајснадле, које је Едвин Мур осмислио око 1900. године за потребе означавања локација на карти. Ипак, оне су дебље, мање, канцеларијски су прибор и сличније ексеру него игли.